# Santa Maria Domenica Mazzarello
Santa Maria Domenica Mazzarello är en kyrkobyggnad och titelkyrka i Rom, helgad åt den heliga Maria Domenica Mazzarello. Kyrkan, som konsekrerades år 1997 av kardinal Camillo Ruini, är belägen vid Piazza Salvatore Galgano i stadsdelen (quartiere) Don Bosco i sydöstra Rom.
Kyrkan uppfördes år 1982 efter ritningar av arkitekten Aldo Aloysi. I koret finns en fresk föreställande Jesu sista måltid. Interiören hyser även en fresk som avbildar titelhelgonet samt en fresk som skildrar hur Jesus kallar Petrus och Andreas. Interiören är därutöver smyckad med glasmålningar.
Kyrkan förestås av stiftspräster.

## Bilder

Interiörens glasmålningar
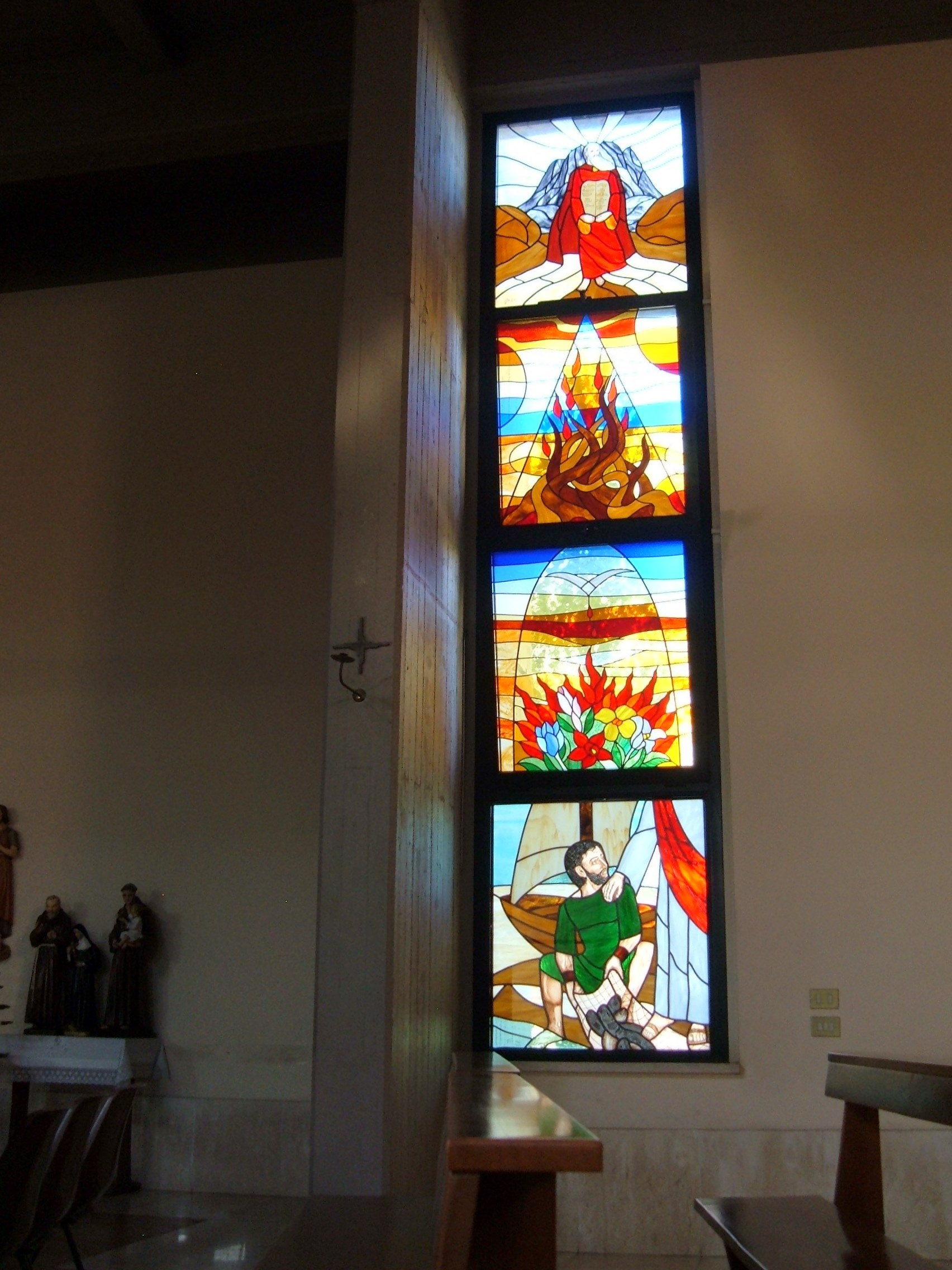
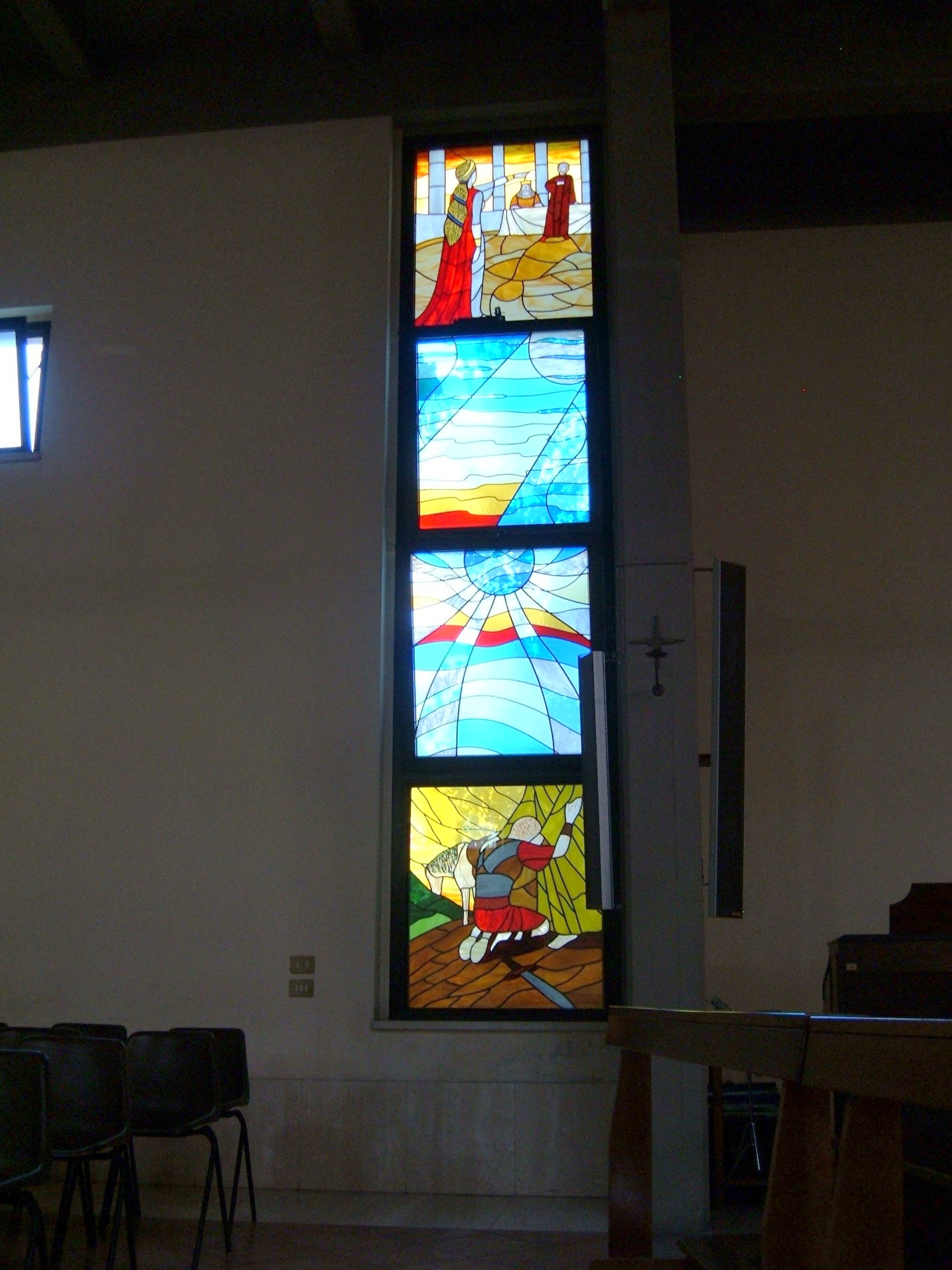

## Titelkyrka
Påve Johannes Paulus II stiftade kyrkan år 2001 som titelkyrka.
Kardinalpräster
- Ignacio Velasco: 2001–2003
- George Pell: 2003–2023